# Marie-Francine Hébert
Pour les articles homonymes, voir Hébert.
Marie-Francine Hébert est une écrivaine québécoise, autrice de littérature jeunesse et scénariste née à Montréal le 24 mars 1943. Elle commence sa carrière d'écrivaine dans les années 1970 et devient une pionnière de la démocratisation de la littérature pour la jeunesse.

## Biographie
Marie-Francine Hébert est née à Montréal, le 24 mars 1943. Elle est une pionnière de la littérature jeunesse au Québec. Elle a fortement contribué à l'émergence et la démocratisation de cette littérature et est considérée, par Julie Pelletier du magazine littéraire Nuit blanche, comme « l'une des écrivaines les plus reconnues au Québec en littérature jeunesse ». Elle a commencé sa carrière d'écrivaine dans les années 1970 alors que la littérature jeunesse était encore à un stade embryonnaire au Québec.
Très concernée par les questions d'éthiques, de pédagogie, de développement de l'enfant, elle a écrit ses premières pièces de théâtre pour enfant en réaction aux « gentilles histoires de fées »  qu'il se faisait à l'époque. Elle avait le désir de convoquer, dans ses livres, des sujets comme «la vie», «la mort», «l'amour», voire le «sexe» : les grands thèmes de la littérature qui, selon elle, montreraient une vision réaliste aux enfants au lieu de leur présenter une vision édulcorée qui les préserverait dans l'innocence. C'est sans détour qu'elle traite ces thèmes « avec finesses et poésie » dans Le ciel tombe à côté, entre autres, dans lequel deux sœurs sont témoins involontairement d'une scène d'agression. Dans Pow Pow T’es Mort, « Excepté l’amour de leurs parents respectifs, tout ce qui entoure les protagonistes les oppose. L’un vit dans la prospérité et la sécurité, l’autre dans la misère et la guerre. ».
En 1979, elle rencontre Bertrand Gauthier, le fondateur des Éditions La courte échelle, avec qui elle développera une relation amicale et professionnelle. C'est notamment à ce moment qu'elle fait ses débuts avec La courte échelle. Leur mission était simple : « Prouver aux jeunes que la lecture pouvait non seulement les concerner, mais aussi les passionner ».
Ses livres ont été traduits dans plusieurs langues telles que l'anglais, l'allemand, l'italien, l'espagnol, le grec, etc.
Dans sa carrière, elle a participé à plusieurs Salons du livre et gagné plusieurs prix littéraires pour la jeunesse, notamment le Prix Alvine-Bélisle, le Prix du Gouverneur général : littérature jeunesse de langue française, ainsi que le Prix du livre M. Christie.

## Œuvres

### Théâtre
- Une ligne blanche au jambon, Montréal, Léméac, 1974, 90 p.
- Cé tellement «cute» des enfants, Montréal, Éditions Quinze, 1975, 92 p.  (ISBN 0885650069)
- Cé tellement «cute» des enfants, Montréal, Québec/Amérique, 1980, 136 p.  (ISBN 2890370445)
- Oui ou Non, Montréal, VLB, 1988, 96 p.  (ISBN 289005294X)

### Littérature

#### Jeunesse
- Le voyage de la vie (avec Darcia Labrosse), Montréal, La courte échelle, 1984, 21 p.  (ISBN 2890210456)
- Venir au monde (avec Darcia Labrosse), Montréal, La courte échelle, 1987, 24 p.  (ISBN 2890210677)
- Un monstre dans les céréales (avec Philippe Germain), Montréal, La courte échelle, 1988, 60 p.  (ISBN 2890210847)
- Vive mon corps ! (avec Darcia Labrosse), Montréal, La courte échelle, 1989, 24 p.  (ISBN 2890212262)
- Un blouson dans la peau (avec Philippe Germain), Montréal, La courte échelle, 1989, 61 p.  (ISBN 2890210987)
- Une tempête dans un verre d'eau (avec Philippe Germain), Montréal, La courte échelle, 1989, 63 p.  (ISBN 2890211096)
- Une sorcière dans la soupe (avec Philippe Germain), Montréal, La courte échelle, 1990, 62 p.  (ISBN 2890211290)
- Le cœur en bataille, Montréal, La courte échelle, 1990, 147 p.  (ISBN 2890211223)
- Un fantôme dans le miroir (avec Philippe Germain), Montréal, La courte échelle, 1991, 61 p.  (ISBN 2890211576)
- Je t'aime, je te hais..., Montréal, La courte échelle, 1991, 157 p.  (ISBN 2890211479)
- Sauve qui peut l'amour, Montréal, La courte échelle, 1992, 158 p.  (ISBN 2890211681)
- Un crocodile dans la baignoire (avec Philippe Germain), Montréal, La courte échelle, 1993, 61 p.  (ISBN 2890212009)
- Une maison dans la baleine (avec Philippe Germain), Montréal, La courte échelle, 1995, 60 p.  (ISBN 2890212408)
- La petite fille qui détestait l'heure du dodo (avec Marisol Sarrazin), Montréal, La courte échelle, 1995, 24 p.  (ISBN 2890212521)
- Un dragon dans les pattes (avec Philippe Germain), Montréal, La courte échelle, 1997, 60 p.  (ISBN 2890212963)
- Un oiseau dans la tête (avec Philippe Germain), Montréal, La courte échelle, 1997, 61 p.  (ISBN 2890212963)
- Le livre de la nuit (avec Gérard DuBois), Montréal, La courte échelle, 1998, 92 p.  (ISBN 2890213447)
- Un cheval dans la bataille (avec Philippe Germain), Montréal, La courte échelle, 2000, 63 p.  (ISBN 2890214338)
- Il était une fois... (avec Marisol Sarrazin), Montréal, La courte échelle, 2000, 300 p.  (ISBN 2890214222)
- Décroche-moi la lune (avec Mylène Pratt), Saint-Lambert, Dominique et compagnie, 2001, 32 p.  (ISBN 2895121907)
- Mon rayon de soleil (avec Steve Adams), Saint-Lambert, Dominique et compagnie, 2002, 32 p.  (ISBN 2895122768)
- Nul poisson où aller (avec Janice Nadeau), Montréal, Les 400 coups, 2002, 48 p.  (ISBN 2895401179)
- Peccadille : J'ai un beau château (avec Caroline Hamel), Saint-Lambert, Dominique et compagnie, 2002, 42 p.  (ISBN 289512275X)
- Peccadille : Dessine-moi un prince (avec Caroline Hamel), Saint-Lambert, Dominique et compagnie, 2003, 43 p.  (ISBN 2895123225)
- Le ciel tombe à côté, Montréal, Québec/Amérique, 2003, 122 p.  (ISBN 2764402597)
- Jano n'en fait qu'à sa tête (avec Caroline Hamel), Saint-Lambert, Dominique et compagnie, 2003, 32 p.  (ISBN 2895123284)
- Peccadille : Un vrai conte de fées (avec Caroline Hamel), Saint-Lambert, Dominique et compagnie, 2004, 44 p.  (ISBN 2895123756)
- Un grand-papa en or (avec Janice Nadeau), Saint-Lambert, Dominique et compagnie inc, 2005, 32 p.  (ISBN 2895124027)
- Yoyo - Il n'y en a pas deux comme moi (avec Marie-Claude Favreau), Saint-Lambert, Dominique et compagnie, 2006, 32 p.  (ISBN 9782895123040)
- Yoyo - Moi aussi, je suis capable ! (avec Marie-Claude Favreau), Saint-Lambert, Dominique et compagnie, 2007, 32 p.  (ISBN 9782895125136)
- Méli Mélo (avec Philippe Germain), Montréal, La courte échelle, 2010  (ISBN 9782896514199)
- Tu me prends en photo (avec Jean-Luc Trudel), Montréal, Les 400 coups, 2011, 32 p.  (ISBN 9782895405245)
- Gros chagrin, gros câlin (avec Isabelle Malenfant), Saint-Lambert, Dominique et compagnie, 2011, 32 p.  (ISBN 9782896860319)
- Minou, minou (avec Lou Beauchesne), Montréal, Planète rebelle, 2012, 44 p.  (ISBN 9782923735337)
- Le bedon de Madame Loubidou (avec Guillaume Perreault), Montréal, Les 400 coups, 2015, 32 p.  (ISBN 9782895406372)
- Méli Mélo 2 (avec Philippe Germain), Montréal, La courte échelle, 2017, 184 p.  (ISBN 9782896514847)
- Pow-Pow t'es mort (avec Jean-Luc Trudel), Montréal, Les 400 coups, 2017, 32 p.  (ISBN 9782895406785)
- Je suis là, je suis là (avec Mathilde Cinq-Mars), Montréal, Druide, 2017, 32 p.  (ISBN 9782897113537)
- Dépareillés (avec Geneviève Després), Montréal, Éditions De la bagnole, 2017, 32 p.  (ISBN 9782897141707)
- Chouïa où es-tu ?, Montréal, Planète rebelle, 2017  (ISBN 9782924174777)
- Madame Grisemine et le petit chenapan (avec Mathieu Lampron), Montréal, Éditions De la bagnole, 2019, 32 p.  (ISBN 9782897143190)

#### Roman
- L' Âme du fusil (avec Lou Beauchesne), Montréal, Québec/Amérique, 2009, 233 p.  (ISBN 9782764406922)

### Films et télévision
- 1979 : Klimbo
- 1987 : Iniminimagimo
- 2003 : Quatre saisons dans la vie de Ludovic
- 2014 :  Nul poisson où aller

## Prix et honneurs
- 1988 : finaliste du Prix du Gouverneur général : théâtre de langue française pour Oui ou non[8]
- 1988 : lauréate du Prix Alvine-Bélisle pour Venir au monde[1]
- 2001 : lauréate du Prix Christie pour Décroche-moi la lune[1]
- 2002 : lauréate du Prix Christie pour Mon rayon de soleil[1]
- 2003 : lauréate du Prix Christie pour Le ciel tombe à côté[1]
- 2003 : lauréate du Prix Christie pour Nul poisson où aller[1]
- 2003 : lauréate du Prix Alvine-Bélisle pour Mon rayon de soleil[1]
- 2004 : lauréate du Prix Marcel-Couture pour Nul poisson où aller[1]
- 2004 : finaliste du Grand prix du livre de Montréal pour Nul poisson où aller[1]
- 2004 : finaliste du Prix du Gouverneur général : littérature jeunesse de langue française - texte pour Le ciel tombe à côté[8]
- 2013 : lauréate du Prix TD de littérature jeunesse pour Tu me prends en photo[9]
- 2017 : lauréate du Prix Raymond-Plante pour Venir au monde[10]
- 2018 : en lice pour le prix international Astrid-Lindgren[11]